# 兄弟山 (山口県)
兄弟山（おとどいやま）は、山口県山口市上宇野令に位置する山である。形の整った2つの山が並んだもののことをさし、兄山（標高257メートル）と弟山（216メートル）からなる。

## 概要

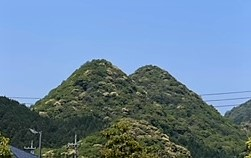

山口市街地に近接しており、近くには糸米川が流れる。付近には鴻ノ峰も位置する。ふたご山とも呼ばれる別名を持つ。また兄山は、龍王が祀られていることから、一名龍王山とも呼ばれる。

## おとどいやま森林公園
おとどいやま森林公園は、兄弟山とその周辺の13ヘクタールの山林の特徴を生かして、山口県と山口市が改良造成した市民の森である。兄弟山生活環境保全林整備事業として、1986年5月に完成した。

## 周辺施設
- 木戸神社
- 木戸公園
- 糸米川砂防園